# Ada (Syria)
Ada (arab. أدة) – wieś w Syrii, w muhafazie Aleppo, w dystrykcie Afrin. W 2004 roku liczyła 313 mieszkańców.